# Ворпсведе
Ворпсведе (нем. Worpswede) — община в Германии, в земле Нижняя Саксония.
Входит в состав района Остерхольц. Население составляет 9407 человек (на 31 декабря 2010 года). Занимает площадь 76,13 км².
Коммуна подразделяется на 8 сельских округов.
Ворпсведе получил известность в 1889 г., когда здесь стали селиться и работать художники так называемой «Ворпсведской колонии художников». В настоящее время благодаря многочисленным учреждениям культуры и галереям курортный Ворпсведе привлекает как художников, так и туристов.

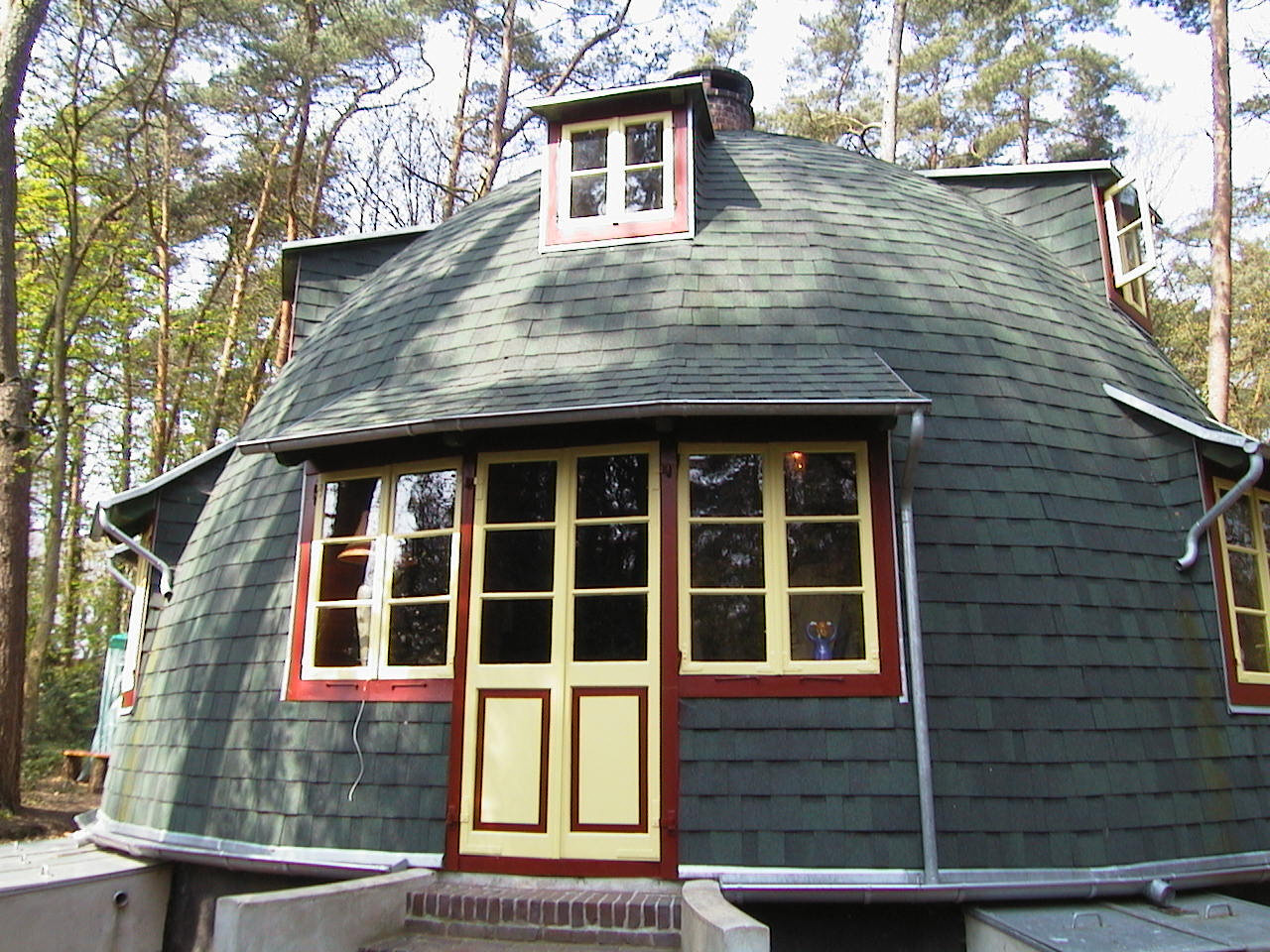
Ворпсведе. Дом художника «Käseglocke» в форме сырного колокола. Проект Бруно Таута

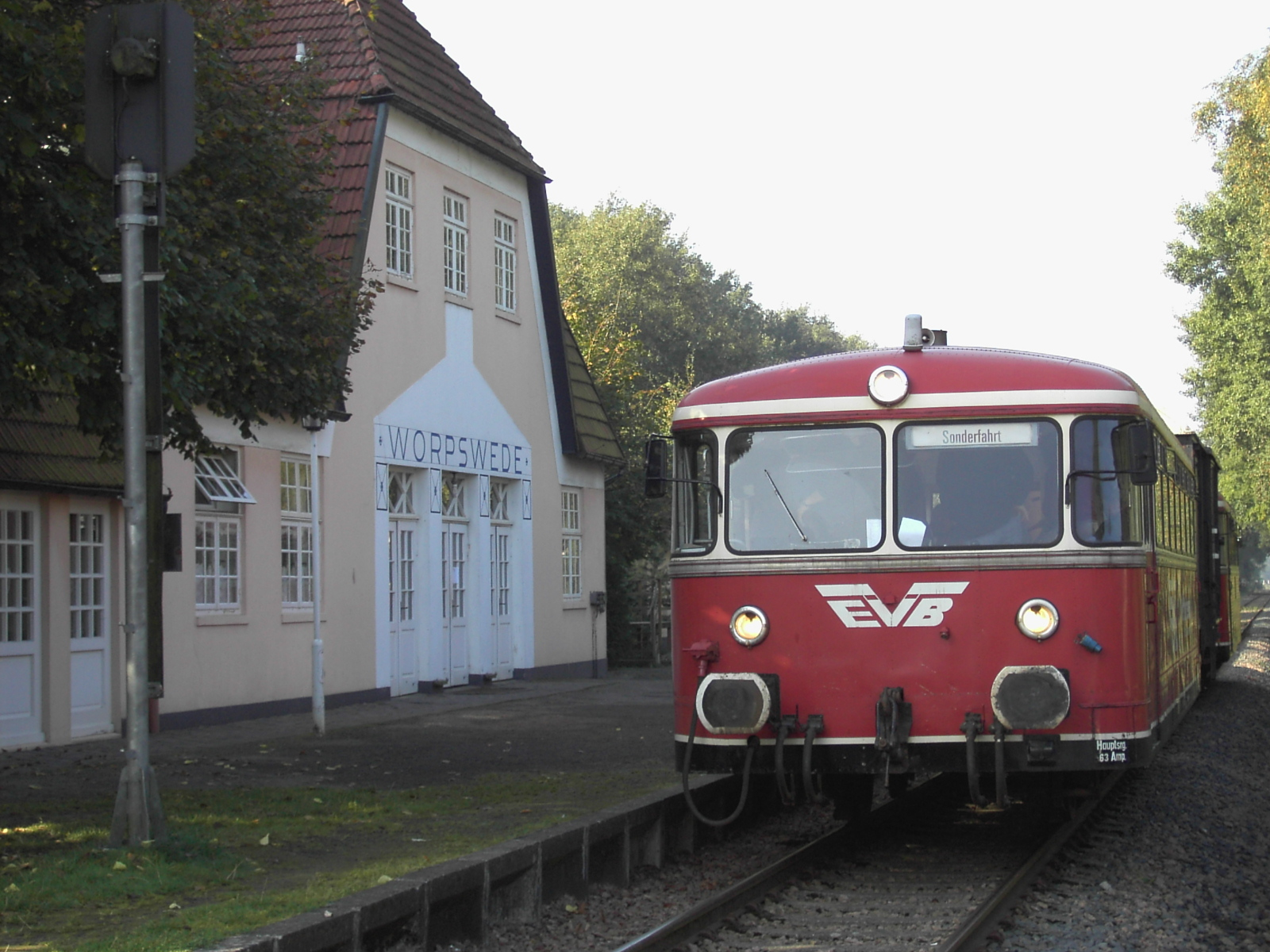
Вокзал Ворпсведе и поезд «Moorexpress» («Болотный экспресс»)